# 奧斯威辛車站
奧斯威辛車站（波蘭語：Stacja Oświęcim）是位於波蘭小波蘭省奧斯威辛的一座鐵路車站。該站是一個樞紐站，從卡托維茲車站出發的138號鐵路線和從克拉科夫普瓦舒夫車站出發的94號鐵路線與93號線在此相連。2018年，該站每天服務700-1,000名乘客。
2020年，改建後的新站啟用。